# La provinciale (telenovela)
La provinciale (Rosa Campos, provinciana) è una telenovela venezuelana trasmessa da Radio Caracas Televisión nel 1980, che vede come protagonisti Mayra Alejandra e Renato Gutiérrez.
In Italia è arrivata nella seconda metà degli anni 80, trasmessa da reti locali.

## Trama
Rosa Campos è una dolce e giovane orfana che vive in un paesino di montagna del Venezuela. Si occupa di curare gli animali della fattoria in cui è sempre vissuta, cresciuta amorevolmente da un'umile coppia di coniugi senza figli. Attilio, un giovane meccanico del posto, le fa la corte e lei non è indifferente alle sue attenzioni. La ragazza, analfabeta e senza grandi prospettive per il futuro, sogna di migliorarsi, perciò lascia il suo paese e va nella capitale. 
Ospitata in casa della zia Margherita, ben presto si mette in un guaio: Luigi Arturo, un giovane laureato che lavora svogliatamente in una finanziaria, fidanzato con sua cugina Teresa, le fa una corte sfrenata tanto da mettere in allarme la zia, che perciò la caccia di casa. Trovare un posto in cui andare a vivere non sarà l'unica difficoltà che Rosa dovrà affrontare: l'impatto con la grande città è infatti scioccante per l'ingenua e sprovveduta ragazza di provincia, che subirà umiliazioni e dispiaceri di ogni genere. 
Avrà però anche modo di imparare a leggere e scrivere e di lavorare, e si troverà anche al centro di un triangolo amoroso con Attilio (che nel frattempo si è trasferito a Caracas) e Luigi Arturo, ma presto sarà presa da un senso di solitudine e dalla voglia di far ritorno nella sua terra, tra la sua gente, e Attilio la attenderà voglioso di iniziare una nuova vita insieme a lei.

## Curiosità
- Mayra Alejandra, la protagonista, si trovò a lavorare sul set con entrambi i genitori: la madre Ligia Lezama, che era l'autrice e sceneggiatrice di questa telenovela, e il padre Charles Barry, che era uno degli attori del cast.